# Álvaro Pombo

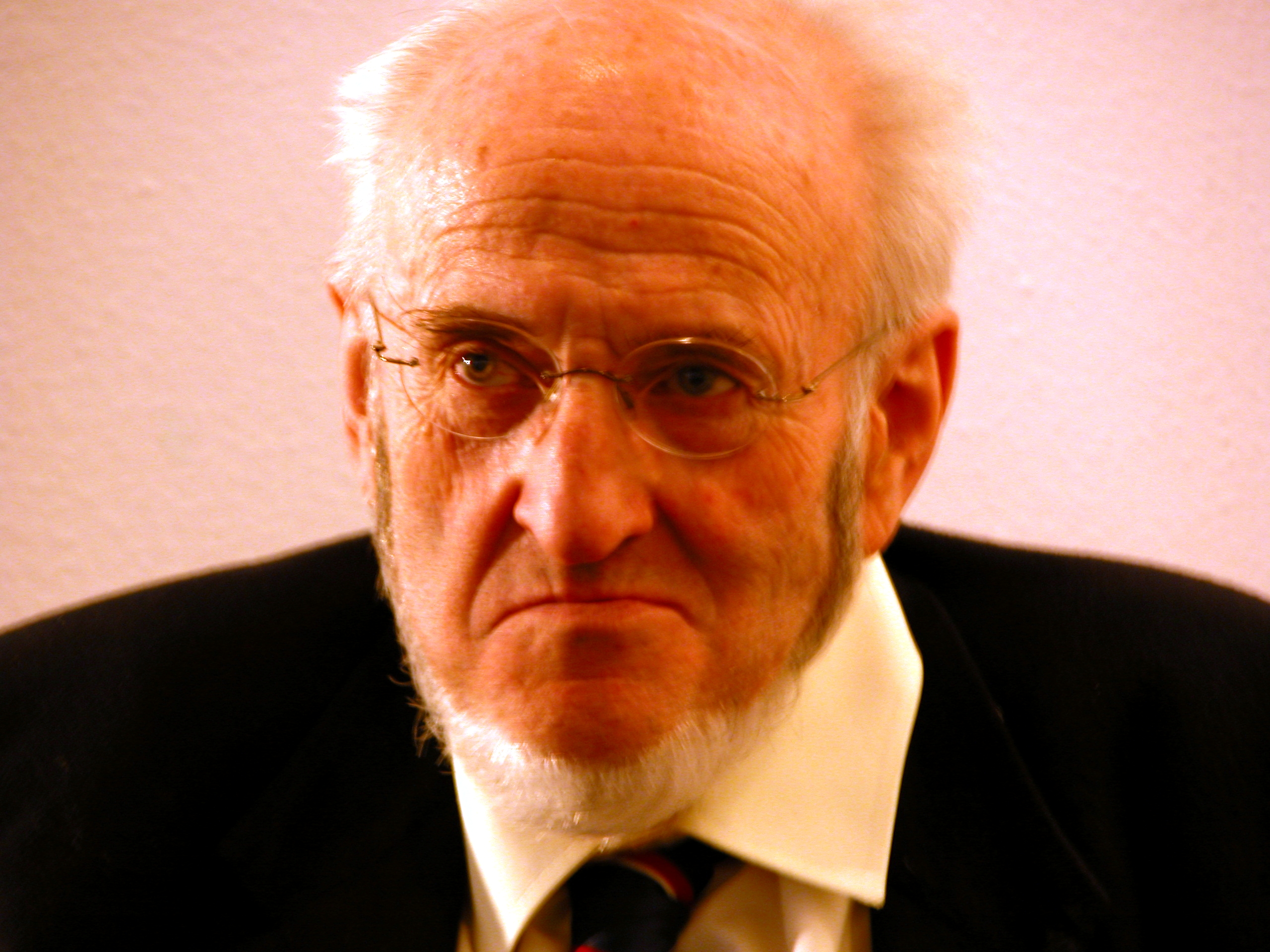
Alvaro Pombo

Álvaro Pombo García de los Ríos (* 23. Juni 1939 in Santander, Kantabrien) ist ein spanischer Dichter, Romanautor, Politiker und politischer Aktivist.

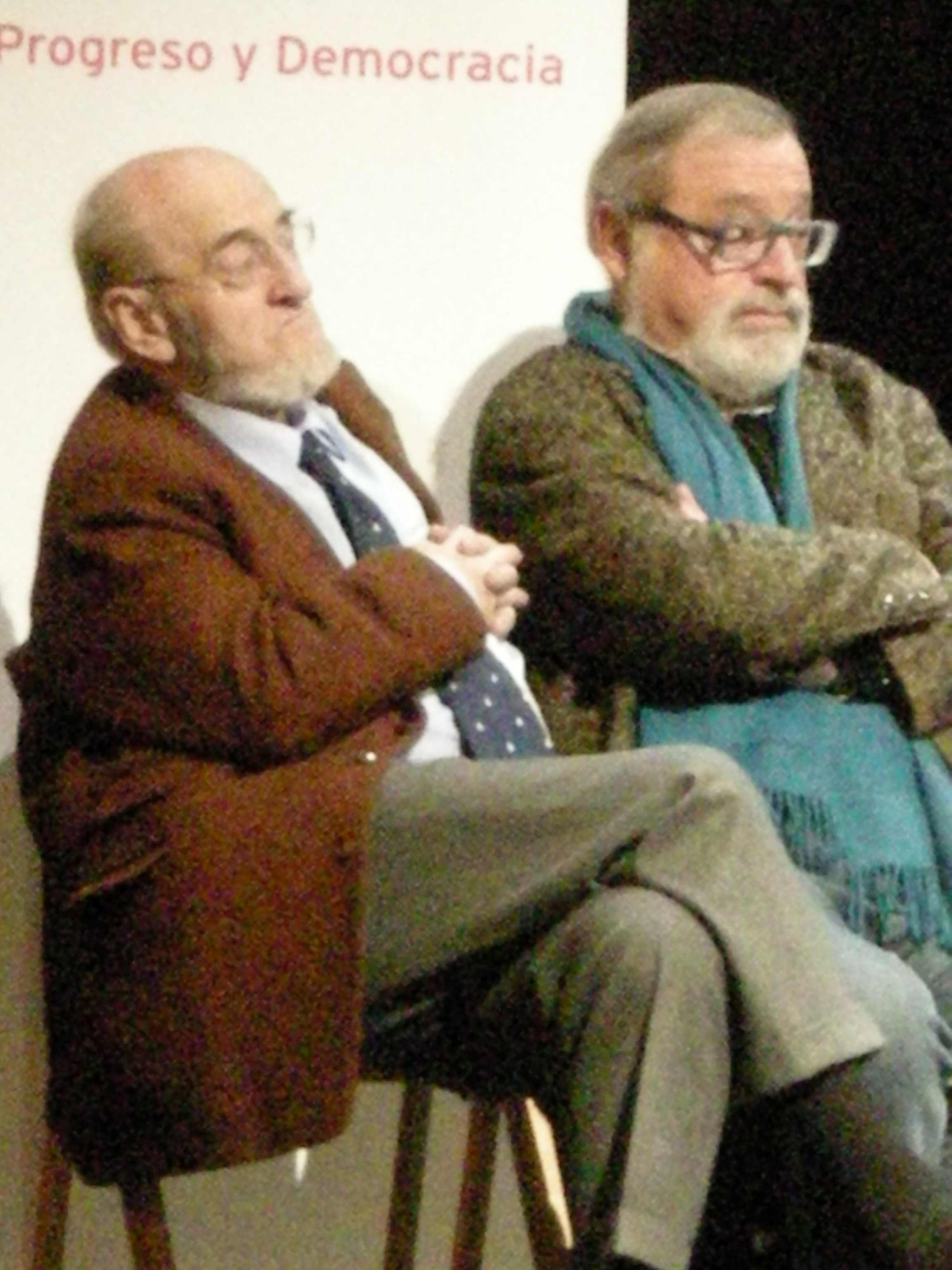
Álvaro Pombo (links) mit Fernando Savater (2008)

## Leben
Pombo promovierte an der Universität Complutense in Madrid und machte anschließend am Birkbeck College der University of London einen Abschluss als BFA. Er lebte von 1966 bis 1977 in London und kehrte erst nach dem Ende des Franco-Regimes in sein Heimatland zurück und ließ sich in Madrid nieder.
1973 veröffentlichte Pombo seinen ersten Gedichtband Protocolos, dem 1977 sein zweiter Gedichtband Variaciones folgte, der mit dem Premio El Bardo ausgezeichnet wurde. Der 1977 veröffentlichte Band mit Erzählungen Relatos sobre la falta de sustancia enthielt einige Kurzgeschichten über homosexuelle Personen, ein Thema, welches auch in anderen seiner Werke – wie z. B. in Los delitos insignificantes von 1986 (dt. 1991 als Leichte Vergehen) – eine Rolle spielt. Sein Roman El héroe de las mansardas de Mansard erhielt 1983 den Premio Herralde und weitere seiner Werke wurden ebenfalls preisgekrönt, zuletzt 2012 El temblor del héroe mit dem Premio Nadal. Im Jahr 2024 erhielt er den  Cervantespreis, den wichtigsten Literaturpreis im spanischsprachigen Raum.
Pombo machte seine Homosexualität öffentlich, ist jedoch ein Gegner von gleichgeschlechtlichen Ehen, ein Standpunkt, den er zum Beispiel im Frühstücksfernsehen des öffentlich-rechtlichen spanischen Fernsehens im November 2011 zum Ausdruck brachte.
Seit 2004 ist Pombo Mitglied der Real Academia Española (RAE), der königlichen Akademie für die Sprache in Madrid, auf dem Sitz j.

## Politische Arbeit
Pombo ist aktives Mitglied der Unión Progreso y Democracia (UPyD), einer Partei, die mit Abgeordneten im spanischen Parlament, im Europaparlament sowie im Parlament des Baskenlandes vertreten war.

## Auszeichnungen
- 1977: Premio El Bardo für Variaciones
- 1983: Premio Herralde für El héroe de las mansardas de Mansard
- 1990: Premio Nacional de la Crítica für El metro de platino iridiado
- 1997: Premio Nacional de Narrativa für Donde las mujeres
- 1999: Premio Fastenrath de la RAE für La cuadratura del circulo
- 2002: Premio Fundación José Manuel Lara für El cielo raso
- 2004: Premio Fundación Germán Sánchez Ruipérez
- 2006: Premio Planeta für La fortuna de Matilda Turpin
- 2012: Premio Nadal für El temblor del héroe[3]
- 2024: Cervantespreis[4]

## Veröffentlichungen
- 1973: Protocolos
- 1977: Relatos sobre la falta de sustancia
- 1977: Variaciones
- 1983: El héroe de las mansardas de Mansard
  - 1988: deutsch von Elke Wehr: Der Held der Mansarden von Mansard. Piper, München/Zürich, ISBN 3-492-03051-3.
- 1984: El hijo adoptivo. Editorial Anagrama, Barcelona, ISBN 84-339-1704-8.
- 1985: El parecido. Editorial Anagrama, Barcelona, ISBN 84-339-1714-5.
- 1986: Los delitos insignificantes
  - 1991: deutsch von Elke Wehr: Leichte Vergehen. Piper, München/Zürich, ISBN 3-392-03172-0.
- 1990: El metro de platino iridiado
  - 1997: deutsch von Michael Hofmann: Die Elle des Glücks, Klett-Cotta, Stuttgart, ISBN 3-608-93687-4.
- 1993: Aparición del eterno feminino, contada por S. M. el Rey. Editorial Anagrama, Barcelona, ISBN 84-339-0953-3.
  - 2008: deutsch von Doris Bankhamer: Das ewig Weibliche. Roman. Stockmann, Bad Vöslau, ISBN 978-3-9501612-9-8.
- 1996: Vida de Francisco de Asis. Planeta Editorial, Barcelona, ISBN 84-08-07232-3.
- 1996: Donde las mujeres.
- 1997: Cuentos reciclados. Editorial Anagrama, Barcelona, ISBN 84-339-1062-0.
- 1999: La cuadratura del circulo
- 2001: El cielo raso
- 2004: Protocolos, 1973–2003. Lumen, Barcelona, ISBN 84-264-1446-X.
- 2004: Una ventana al norte. Editorial Anagrama, Barcelona, ISBN 84-339-6860-2.
- 2005: Contra natura. Editorial Anagrama, Barcelona, ISBN 84-339-7126-3.
- 2006: La Fortuna de Matilda Turpin. Planeta Editorial, Barcelona, ISBN 978-84-08-06900-3.
- 2009: Virginia o el interior del mundo. Planeta Editorial, Barcelona, ISBN 978-84-08-08511-9.
- 2009: Los enunciados protocolarios, Gedichte
- 2012: El temblor del héroe. Planeta Editorial, Barcelona, ISBN 978-84-233-2491-0.
- 2013: Quédate con nosotros, Señor, porque atardece, Planeta Editorial, Barcelona, ISBN 978-84-233-4656-1.
- 2014: La transformación de Johanna Sansíleri